# GFriend
GFriend (hangul: 여자친구) var en sydkoreansk tjejgrupp bildad 16 januari 2015 av Source Music och som upplöstes 2021.
Gruppen bestod av de sex medlemmarna Sowon, Yerin, Eunha, Yuju, SinB och Umji.

## Medlemmar
| Artistnamn   | Artistnamn | Födelsenamn  | Födelsenamn | Födelsedatum    |
| Romanisering | Hangul     | Romanisering | Hangul      | Födelsedatum    |
| ------------ | ---------- | ------------ | ----------- | --------------- |
| Sowon        | 소원       | Kim So-jung  | 김소정      | 7 december 1995 |
| Yerin        | 예린       | Jung Ye-rin  | 정예린      | 19 augusti 1996 |
| Eunha        | 은하       | Jung Eun-bi  | 정은비      | 30 maj 1997     |
| Yuju         | 유주       | Choi Yu-na   | 최유나      | 4 oktober 1997  |
| SinB         | 신비       | Hwang Eun-bi | 황은비      | 3 juni 1998     |
| Umji         | 엄지       | Kim Ye-won   | 김예원      | 19 augusti 1998 |

## Diskografi

### Album
| Albuminformation                                                                                | Topplacering          | Topplacering   |
| Albuminformation                                                                                | Sydkorea (Gaon Chart) | Japan (Oricon) |
| ----------------------------------------------------------------------------------------------- | --------------------- | -------------- |
| Season of Glass (EP-skiva) - Släppt: 15 januari 2015                                            | 9                     | —              |
| Flower Bud (EP-skiva) - Släppt: 23 juli 2015                                                    | 6                     | —              |
| Snowflake (EP-skiva) - Släppt: 25 januari 2016                                                  | 2                     | 195            |
| LOL (Studioalbum) - Släppt: 11 juli 2016                                                        | 3                     | 55             |
| The Awakening (EP-skiva) - Släppt: 6 mars 2017                                                  | 1                     | 89             |
| Parallel (EP-skiva) - Släppt: 1 augusti 2017 - Nyutgåva: Rainbow (EP-skiva) (13 september 2017) | 3                     | 105            |
| Time for the Moon Night (EP-skiva) - Släppt: 30 april 2018                                      | 1                     | 63             |
| Sunny Summer (EP-skiva) - Släppt: 19 juli 2018                                                  | TBA                   | TBA            |

### Singlar
| År   | Titel                     | Topplacering          | Topplacering   |
| År   | Titel                     | Sydkorea (Gaon Chart) | Japan (Oricon) |
| ---- | ------------------------- | --------------------- | -------------- |
| 2015 | "Glass Bead"              | 25                    | —              |
| 2015 | "Me Gustas Tu"            | 8                     | —              |
| 2016 | "Rough"                   | 1                     | —              |
| 2016 | "Navillera"               | 1                     | —              |
| 2017 | "Fingertip"               | 2                     | —              |
| 2017 | "Love Whisper"            | 2                     | —              |
| 2017 | "Summer Rain"             | 11                    | —              |
| 2018 | "Time for the Moon Night" | 2                     | —              |
| 2018 | "Sunny Summer"            | TBA                   | TBA            |